# Claudine Emonet
Pour les articles homonymes, voir Emonet.
Claudine Emonet, née le 13 février 1962 à Sallanches, est une skieuse alpine française.
Elle est la sœur de la skieuse alpine Patricia Emonet.

## Résultats

### Jeux olympiques
- Jeux olympiques de 1988
  - 17e en descente
  - 22e en super-G

### Championnats du monde
- Championnats du monde 1989
  - 10e en descente

### Coupe du monde
- Meilleur classement général : 30e en 1983
- Meilleur classement de descente : 8e en 1983
- 11 top-10 dont 2 podiums :
  - 2e  sur la descente de San Sicario le 15 décembre 1982
  - 3e  sur la descente de Saint-Gervais-les-Bains le 20 janvier 1985

### Championnats de France

#### Élite
En 1983, elle est championne de France du combiné au Grand Bornand.
En 1985, elle est championne de France de descente.

## Agressions sexuelles
Pour un article plus général, voir Violences sexuelles et sexistes dans le sport français.
En 2020, Claudine Emonet indique avoir été victime d'agressions sexuelles par son entraîneur dans les années 1970-1980. Elle appelle les acteurs du sport français à « briser l'omertà » qui règne dans ce domaine.